# Lista di asteroidi (341001-342000)
Di seguito una lista di asteroidi dal numero 341001 al 342000 con data di scoperta e scopritore.

## 341001-341100
| Nome     | Designazione provvisoria | Data di scoperta | Scopritore                  |
| -------- | ------------------------ | ---------------- | --------------------------- |
| 341001 - | 2007 FP2                 | 16 marzo 2007    | CSS                         |
| 341002 - | 2007 FP16                | 27 gennaio 2007  | Mt. Lemmon Survey           |
| 341003 - | 2007 FO20                | 16 marzo 2007    | Mt. Lemmon Survey           |
| 341004 - | 2007 FB23                | 20 marzo 2007    | Spacewatch                  |
| 341005 - | 2007 FD24                | 20 marzo 2007    | Spacewatch                  |
| 341006 - | 2007 FY24                | 20 marzo 2007    | Spacewatch                  |
| 341007 - | 2007 FU27                | 20 marzo 2007    | Mt. Lemmon Survey           |
| 341008 - | 2007 FH30                | 20 marzo 2007    | Mt. Lemmon Survey           |
| 341009 - | 2007 FC31                | 20 marzo 2007    | Spacewatch                  |
| 341010 - | 2007 FT31                | 20 marzo 2007    | Spacewatch                  |
| 341011 - | 2007 FY33                | 25 marzo 2007    | Mt. Lemmon Survey           |
| 341012 - | 2007 FF34                | 25 marzo 2007    | Mt. Lemmon Survey           |
| 341013 - | 2007 FL34                | 25 marzo 2007    | CSS                         |
| 341014 - | 2007 FN39                | 9 ottobre 2005   | Spacewatch                  |
| 341015 - | 2007 FG44                | 16 marzo 2007    | Mt. Lemmon Survey           |
| 341016 - | 2007 FV47                | 19 marzo 2007    | Mt. Lemmon Survey           |
| 341017 - | 2007 FZ48                | 26 marzo 2007    | Mt. Lemmon Survey           |
| 341018 - | 2007 GX                  | 16 marzo 2007    | CSS                         |
| 341019 - | 2007 GA2                 | 9 aprile 2007    | Lumezzane                   |
| 341020 - | 2007 GS2                 | 10 marzo 2007    | Mt. Lemmon Survey           |
| 341021 - | 2007 GS6                 | 7 aprile 2007    | Mt. Lemmon Survey           |
| 341022 - | 2007 GW6                 | 7 aprile 2007    | Mt. Lemmon Survey           |
| 341023 - | 2007 GX6                 | 7 aprile 2007    | Mt. Lemmon Survey           |
| 341024 - | 2007 GF8                 | 13 marzo 2007    | Spacewatch                  |
| 341025 - | 2007 GZ10                | 11 aprile 2007   | Spacewatch                  |
| 341026 - | 2007 GK15                | 11 aprile 2007   | Mt. Lemmon Survey           |
| 341027 - | 2007 GP16                | 11 aprile 2007   | Spacewatch                  |
| 341028 - | 2007 GZ16                | 11 aprile 2007   | Spacewatch                  |
| 341029 - | 2007 GT18                | 11 aprile 2007   | Spacewatch                  |
| 341030 - | 2007 GC19                | 11 aprile 2007   | Spacewatch                  |
| 341031 - | 2007 GR20                | 11 aprile 2007   | Mt. Lemmon Survey           |
| 341032 - | 2007 GM21                | 11 aprile 2007   | Mt. Lemmon Survey           |
| 341033 - | 2007 GQ21                | 11 aprile 2007   | Mt. Lemmon Survey           |
| 341034 - | 2007 GD27                | 14 aprile 2007   | Spacewatch                  |
| 341035 - | 2007 GY33                | 11 aprile 2007   | Siding Spring Survey        |
| 341036 - | 2007 GA36                | 14 aprile 2007   | Spacewatch                  |
| 341037 - | 2007 GU39                | 14 aprile 2007   | Spacewatch                  |
| 341038 - | 2007 GM42                | 14 aprile 2007   | Spacewatch                  |
| 341039 - | 2007 GZ46                | 14 aprile 2007   | Spacewatch                  |
| 341040 - | 2007 GP47                | 14 aprile 2007   | Mt. Lemmon Survey           |
| 341041 - | 2007 GS53                | 14 aprile 2007   | Spacewatch                  |
| 341042 - | 2007 GX59                | 15 aprile 2007   | Spacewatch                  |
| 341043 - | 2007 GC63                | 15 aprile 2007   | Spacewatch                  |
| 341044 - | 2007 GP65                | 15 aprile 2007   | Spacewatch                  |
| 341045 - | 2007 GF67                | 15 aprile 2007   | Spacewatch                  |
| 341046 - | 2007 GT68                | 15 aprile 2007   | Mt. Lemmon Survey           |
| 341047 - | 2007 GF70                | 15 aprile 2007   | Mt. Lemmon Survey           |
| 341048 - | 2007 GG71                | 15 aprile 2007   | CSS                         |
| 341049 - | 2007 HE                  | 13 marzo 2007    | Mt. Lemmon Survey           |
| 341050 - | 2007 HZ                  | 18 aprile 2007   | Mt. Lemmon Survey           |
| 341051 - | 2007 HN1                 | 16 aprile 2007   | LINEAR                      |
| 341052 - | 2007 HW1                 | 16 aprile 2007   | Mt. Lemmon Survey           |
| 341053 - | 2007 HS2                 | 16 aprile 2007   | Mt. Lemmon Survey           |
| 341054 - | 2007 HC4                 | 18 aprile 2007   | Spacewatch                  |
| 341055 - | 2007 HT5                 | 16 aprile 2007   | CSS                         |
| 341056 - | 2007 HC8                 | 18 aprile 2007   | Mt. Lemmon Survey           |
| 341057 - | 2007 HE8                 | 18 aprile 2007   | Mt. Lemmon Survey           |
| 341058 - | 2007 HR12                | 19 aprile 2007   | Spacewatch                  |
| 341059 - | 2007 HQ13                | 19 aprile 2007   | Mt. Lemmon Survey           |
| 341060 - | 2007 HF21                | 18 aprile 2007   | Spacewatch                  |
| 341061 - | 2007 HO21                | 18 aprile 2007   | LINEAR                      |
| 341062 - | 2007 HW24                | 18 aprile 2007   | Spacewatch                  |
| 341063 - | 2007 HM28                | 19 aprile 2007   | LONEOS                      |
| 341064 - | 2007 HU33                | 19 aprile 2007   | Spacewatch                  |
| 341065 - | 2007 HL37                | 20 aprile 2007   | Spacewatch                  |
| 341066 - | 2007 HK43                | 22 aprile 2007   | Mt. Lemmon Survey           |
| 341067 - | 2007 HD46                | 19 aprile 2007   | LUSS                        |
| 341068 - | 2007 HN46                | 20 aprile 2007   | LONEOS                      |
| 341069 - | 2007 HE51                | 20 aprile 2007   | Spacewatch                  |
| 341070 - | 2007 HR52                | 20 aprile 2007   | Spacewatch                  |
| 341071 - | 2007 HA53                | 20 aprile 2007   | Spacewatch                  |
| 341072 - | 2007 HW53                | 22 aprile 2007   | Spacewatch                  |
| 341073 - | 2007 HJ56                | 22 aprile 2007   | Spacewatch                  |
| 341074 - | 2007 HN62                | 22 aprile 2007   | Mt. Lemmon Survey           |
| 341075 - | 2007 HE67                | 22 aprile 2007   | Mt. Lemmon Survey           |
| 341076 - | 2007 HG69                | 24 aprile 2007   | Mt. Lemmon Survey           |
| 341077 - | 2007 HA75                | 14 aprile 2007   | Spacewatch                  |
| 341078 - | 2007 HK75                | 22 agosto 2004   | Spacewatch                  |
| 341079 - | 2007 HK83                | 23 aprile 2007   | Spacewatch                  |
| 341080 - | 2007 HT83                | 24 aprile 2007   | Spacewatch                  |
| 341081 - | 2007 HZ83                | 26 aprile 2007   | Spacewatch                  |
| 341082 - | 2007 HF86                | 24 aprile 2007   | Spacewatch                  |
| 341083 - | 2007 HJ87                | 24 aprile 2007   | Spacewatch                  |
| 341084 - | 2007 HD90                | 18 aprile 2007   | LONEOS                      |
| 341085 - | 2007 HD92                | 20 aprile 2007   | Mt. Lemmon Survey           |
| 341086 - | 2007 HJ97                | 22 aprile 2007   | Mt. Lemmon Survey           |
| 341087 - | 2007 HN97                | 17 aprile 2007   | Cernis, K., Zdanavicius, J. |
| 341088 - | 2007 JY1                 | 7 maggio 2007    | CSS                         |
| 341089 - | 2007 JK2                 | 24 aprile 2007   | Mt. Lemmon Survey           |
| 341090 - | 2007 JO2                 | 7 maggio 2007    | LUSS                        |
| 341091 - | 2007 JQ2                 | 7 maggio 2007    | LUSS                        |
| 341092 - | 2007 JQ4                 | 7 maggio 2007    | Spacewatch                  |
| 341093 - | 2007 JZ4                 | 23 gennaio 2006  | Spacewatch                  |
| 341094 - | 2007 JK9                 | 9 maggio 2007    | CSS                         |
| 341095 - | 2007 JY9                 | 10 maggio 2007   | Molnar, L. A.               |
| 341096 - | 2007 JF10                | 1º aprile 2003   | Sloan Digital Sky Survey    |
| 341097 - | 2007 JL13                | 9 maggio 2007    | Mt. Lemmon Survey           |
| 341098 - | 2007 JO22                | 10 maggio 2007   | Mt. Lemmon Survey           |
| 341099 - | 2007 JQ24                | 9 maggio 2007    | Spacewatch                  |
| 341100 - | 2007 JX28                | 10 maggio 2007   | Spacewatch                  |

## 341101-341200
| Nome     | Designazione provvisoria | Data di scoperta  | Scopritore               |
| -------- | ------------------------ | ----------------- | ------------------------ |
| 341101 - | 2007 JH30                | 11 maggio 2007    | Mt. Lemmon Survey        |
| 341102 - | 2007 JT36                | 9 maggio 2007     | Mt. Lemmon Survey        |
| 341103 - | 2007 JW40                | 13 maggio 2007    | Spacewatch               |
| 341104 - | 2007 KM1                 | 17 maggio 2007    | Spacewatch               |
| 341105 - | 2007 KK4                 | 26 marzo 2007     | Spacewatch               |
| 341106 - | 2007 KN6                 | 25 maggio 2007    | Mt. Lemmon Survey        |
| 341107 - | 2007 KA7                 | 23 maggio 2007    | Broughton, J.            |
| 341108 - | 2007 KZ7                 | 17 maggio 2007    | CSS                      |
| 341109 - | 2007 LQ                  | 8 giugno 2007     | Andrushivka              |
| 341110 - | 2007 LE2                 | 7 giugno 2007     | Spacewatch               |
| 341111 - | 2007 LY2                 | 8 giugno 2007     | Spacewatch               |
| 341112 - | 2007 LS3                 | 8 giugno 2007     | Spacewatch               |
| 341113 - | 2007 LT5                 | 7 giugno 2007     | Spacewatch               |
| 341114 - | 2007 LV6                 | 8 giugno 2007     | Spacewatch               |
| 341115 - | 2007 LV11                | 24 maggio 2007    | Mt. Lemmon Survey        |
| 341116 - | 2007 LK12                | 9 giugno 2007     | Spacewatch               |
| 341117 - | 2007 LJ14                | 10 giugno 2007    | Spacewatch               |
| 341118 - | 2007 LZ14                | 12 giugno 2007    | OAM                      |
| 341119 - | 2007 LM15                | 7 giugno 2007     | Spacewatch               |
| 341120 - | 2007 LX17                | 11 giugno 2007    | Spacewatch               |
| 341121 - | 2007 LS20                | 10 giugno 2007    | Spacewatch               |
| 341122 - | 2007 LF28                | 15 giugno 2007    | Spacewatch               |
| 341123 - | 2007 LO28                | 15 giugno 2007    | Spacewatch               |
| 341124 - | 2007 LR33                | 15 giugno 2007    | Spacewatch               |
| 341125 - | 2007 MC                  | 16 giugno 2007    | Hoenig, S. F., Teamo, N. |
| 341126 - | 2007 ME                  | 16 giugno 2007    | Hoenig, S. F., Teamo, N. |
| 341127 - | 2007 MM                  | 16 giugno 2007    | Spacewatch               |
| 341128 - | 2007 MZ1                 | 18 giugno 2007    | Spacewatch               |
| 341129 - | 2007 MX4                 | 17 giugno 2007    | Spacewatch               |
| 341130 - | 2007 MF5                 | 17 giugno 2007    | Spacewatch               |
| 341131 - | 2007 MW5                 | 17 giugno 2007    | Spacewatch               |
| 341132 - | 2007 MD12                | 21 giugno 2007    | Mt. Lemmon Survey        |
| 341133 - | 2007 ME13                | 22 giugno 2007    | Spacewatch               |
| 341134 - | 2007 MK20                | 23 giugno 2007    | Spacewatch               |
| 341135 - | 2007 OE                  | 16 luglio 2007    | OAM                      |
| 341136 - | 2007 OW4                 | 21 luglio 2007    | LUSS                     |
| 341137 - | 2007 OW7                 | 27 luglio 2007    | Chante-Perdrix           |
| 341138 - | 2007 OX10                | 18 luglio 2007    | Mt. Lemmon Survey        |
| 341139 - | 2007 PB5                 | 5 agosto 2007     | LINEAR                   |
| 341140 - | 2007 PL5                 | 6 agosto 2007     | LINEAR                   |
| 341141 - | 2007 PR6                 | 9 agosto 2007     | Hoenig, S. F., Teamo, N. |
| 341142 - | 2007 PN10                | 9 agosto 2007     | LINEAR                   |
| 341143 - | 2007 PM14                | 8 agosto 2007     | LINEAR                   |
| 341144 - | 2007 PA15                | 8 agosto 2007     | LINEAR                   |
| 341145 - | 2007 PR15                | 8 agosto 2007     | LINEAR                   |
| 341146 - | 2007 PV16                | 8 agosto 2007     | LINEAR                   |
| 341147 - | 2007 PV19                | 9 agosto 2007     | Spacewatch               |
| 341148 - | 2007 PK28                | 14 agosto 2007    | LINEAR                   |
| 341149 - | 2007 PL28                | 15 agosto 2007    | Ries, W.                 |
| 341150 - | 2007 PA29                | 14 agosto 2007    | Siding Spring Survey     |
| 341151 - | 2007 PZ29                | 8 agosto 2007     | LINEAR                   |
| 341152 - | 2007 PH30                | 2 aprile 2006     | Spacewatch               |
| 341153 - | 2007 PE31                | 5 agosto 2007     | LINEAR                   |
| 341154 - | 2007 PJ31                | 6 agosto 2007     | Chante-Perdrix           |
| 341155 - | 2007 PF36                | 1º ottobre 2003   | LONEOS                   |
| 341156 - | 2007 PR40                | 9 agosto 2007     | LINEAR                   |
| 341157 - | 2007 PZ40                | 13 agosto 2007    | LINEAR                   |
| 341158 - | 2007 PD45                | 10 agosto 2007    | Spacewatch               |
| 341159 - | 2007 PG45                | 10 agosto 2007    | Spacewatch               |
| 341160 - | 2007 PW46                | 14 agosto 2007    | Siding Spring Survey     |
| 341161 - | 2007 PE47                | 10 agosto 2007    | Spacewatch               |
| 341162 - | 2007 PW48                | 12 agosto 2007    | PMO NEO Survey Program   |
| 341163 - | 2007 PM49                | 10 agosto 2007    | Spacewatch               |
| 341164 - | 2007 QY9                 | 22 agosto 2007    | LINEAR                   |
| 341165 - | 2007 QO13                | 24 agosto 2007    | Spacewatch               |
| 341166 - | 2007 QW13                | 24 agosto 2007    | Spacewatch               |
| 341167 - | 2007 QA14                | 24 agosto 2007    | Spacewatch               |
| 341168 - | 2007 QC14                | 24 agosto 2007    | Spacewatch               |
| 341169 - | 2007 QD14                | 24 agosto 2007    | Spacewatch               |
| 341170 - | 2007 QE14                | 24 agosto 2007    | Spacewatch               |
| 341171 - | 2007 QG16                | 23 agosto 2007    | Spacewatch               |
| 341172 - | 2007 QW16                | 23 agosto 2007    | Spacewatch               |
| 341173 - | 2007 RX                  | 3 settembre 2007  | Hug, G.                  |
| 341174 - | 2007 RD8                 | 5 settembre 2007  | Kocher, P.               |
| 341175 - | 2007 RP8                 | 8 settembre 2007  | Hug, G.                  |
| 341176 - | 2007 RO10                | 3 settembre 2007  | CSS                      |
| 341177 - | 2007 RQ10                | 3 settembre 2007  | CSS                      |
| 341178 - | 2007 RG12                | 11 settembre 2007 | Hug, G.                  |
| 341179 - | 2007 RT14                | 11 settembre 2007 | Chante-Perdrix           |
| 341180 - | 2007 RY16                | 13 settembre 2007 | Hug, G.                  |
| 341181 - | 2007 RW18                | 12 settembre 2007 | Chante-Perdrix           |
| 341182 - | 2007 RW20                | 3 settembre 2007  | CSS                      |
| 341183 - | 2007 RU21                | 3 settembre 2007  | CSS                      |
| 341184 - | 2007 RJ28                | 4 settembre 2007  | CSS                      |
| 341185 - | 2007 RX32                | 5 settembre 2007  | CSS                      |
| 341186 - | 2007 RC43                | 9 settembre 2007  | Spacewatch               |
| 341187 - | 2007 RZ47                | 9 settembre 2007  | Mt. Lemmon Survey        |
| 341188 - | 2007 RJ50                | 9 settembre 2007  | Spacewatch               |
| 341189 - | 2007 RK51                | 9 settembre 2007  | Spacewatch               |
| 341190 - | 2007 RL52                | 9 settembre 2007  | Spacewatch               |
| 341191 - | 2007 RO52                | 9 settembre 2007  | Spacewatch               |
| 341192 - | 2007 RB53                | 9 settembre 2007  | Spacewatch               |
| 341193 - | 2007 RG60                | 10 settembre 2007 | CSS                      |
| 341194 - | 2007 RT63                | 10 settembre 2007 | Mt. Lemmon Survey        |
| 341195 - | 2007 RO65                | 10 settembre 2007 | Mt. Lemmon Survey        |
| 341196 - | 2007 RH67                | 10 settembre 2007 | Mt. Lemmon Survey        |
| 341197 - | 2007 RS70                | 10 settembre 2007 | Spacewatch               |
| 341198 - | 2007 RJ71                | 10 settembre 2007 | Spacewatch               |
| 341199 - | 2007 RH72                | 10 settembre 2007 | Spacewatch               |
| 341200 - | 2007 RF80                | 10 settembre 2007 | Mt. Lemmon Survey        |

## 341201-341300
| Nome     | Designazione provvisoria | Data di scoperta  | Scopritore        |
| -------- | ------------------------ | ----------------- | ----------------- |
| 341201 - | 2007 RV80                | 10 settembre 2007 | Mt. Lemmon Survey |
| 341202 - | 2007 RP83                | 10 settembre 2007 | Mt. Lemmon Survey |
| 341203 - | 2007 RC91                | 10 settembre 2007 | Mt. Lemmon Survey |
| 341204 - | 2007 RX94                | 10 settembre 2007 | Spacewatch        |
| 341205 - | 2007 RO101               | 11 settembre 2007 | Mt. Lemmon Survey |
| 341206 - | 2007 RD109               | 11 settembre 2007 | Spacewatch        |
| 341207 - | 2007 RX110               | 11 settembre 2007 | Mt. Lemmon Survey |
| 341208 - | 2007 RV111               | 11 settembre 2007 | Spacewatch        |
| 341209 - | 2007 RF116               | 11 settembre 2007 | Spacewatch        |
| 341210 - | 2007 RQ117               | 11 settembre 2007 | Spacewatch        |
| 341211 - | 2007 RW118               | 11 settembre 2007 | Spacewatch        |
| 341212 - | 2007 RY122               | 12 settembre 2007 | Mt. Lemmon Survey |
| 341213 - | 2007 RQ124               | 12 settembre 2007 | Mt. Lemmon Survey |
| 341214 - | 2007 RT126               | 12 settembre 2007 | Mt. Lemmon Survey |
| 341215 - | 2007 RM127               | 12 settembre 2007 | Mt. Lemmon Survey |
| 341216 - | 2007 RB128               | 12 settembre 2007 | Mt. Lemmon Survey |
| 341217 - | 2007 RX128               | 12 settembre 2007 | Mt. Lemmon Survey |
| 341218 - | 2007 RG129               | 12 settembre 2007 | Mt. Lemmon Survey |
| 341219 - | 2007 RV130               | 12 settembre 2007 | Mt. Lemmon Survey |
| 341220 - | 2007 RV133               | 10 settembre 2007 | Spacewatch        |
| 341221 - | 2007 RB135               | 12 settembre 2007 | Mt. Lemmon Survey |
| 341222 - | 2007 RT138               | 15 settembre 2007 | LUSS              |
| 341223 - | 2007 RF142               | 13 settembre 2007 | LINEAR            |
| 341224 - | 2007 RH142               | 13 settembre 2007 | LINEAR            |
| 341225 - | 2007 RB143               | 14 settembre 2007 | LINEAR            |
| 341226 - | 2007 RW143               | 14 settembre 2007 | LINEAR            |
| 341227 - | 2007 RM146               | 10 settembre 2007 | Spacewatch        |
| 341228 - | 2007 RK150               | 14 settembre 2007 | CSS               |
| 341229 - | 2007 RJ153               | 4 maggio 2006     | Mt. Lemmon Survey |
| 341230 - | 2007 RO153               | 10 settembre 2007 | Spacewatch        |
| 341231 - | 2007 RG156               | 10 settembre 2007 | Mt. Lemmon Survey |
| 341232 - | 2007 RY158               | 12 settembre 2007 | Mt. Lemmon Survey |
| 341233 - | 2007 RJ162               | 13 settembre 2007 | Tucker, R. A.     |
| 341234 - | 2007 RD169               | 10 settembre 2007 | Spacewatch        |
| 341235 - | 2007 RP169               | 10 settembre 2007 | Spacewatch        |
| 341236 - | 2007 RM171               | 10 settembre 2007 | Spacewatch        |
| 341237 - | 2007 RO171               | 10 settembre 2007 | Spacewatch        |
| 341238 - | 2007 RQ174               | 10 settembre 2007 | Spacewatch        |
| 341239 - | 2007 RW174               | 10 settembre 2007 | Spacewatch        |
| 341240 - | 2007 RB176               | 8 settembre 2007  | CSS               |
| 341241 - | 2007 RD176               | 9 settembre 2007  | Mt. Lemmon Survey |
| 341242 - | 2007 RH178               | 10 settembre 2007 | Spacewatch        |
| 341243 - | 2007 RJ179               | 10 settembre 2007 | Mt. Lemmon Survey |
| 341244 - | 2007 RD189               | 10 settembre 2007 | CSS               |
| 341245 - | 2007 RG191               | 11 settembre 2007 | Spacewatch        |
| 341246 - | 2007 RP202               | 13 settembre 2007 | Spacewatch        |
| 341247 - | 2007 RP203               | 9 settembre 2007  | Mt. Lemmon Survey |
| 341248 - | 2007 RQ203               | 13 settembre 2007 | Spacewatch        |
| 341249 - | 2007 RD205               | 9 settembre 2007  | Spacewatch        |
| 341250 - | 2007 RX206               | 10 settembre 2007 | Spacewatch        |
| 341251 - | 2007 RR208               | 10 settembre 2007 | Spacewatch        |
| 341252 - | 2007 RP212               | 11 settembre 2007 | LUSS              |
| 341253 - | 2007 RS214               | 12 settembre 2007 | Spacewatch        |
| 341254 - | 2007 RC215               | 12 settembre 2007 | Spacewatch        |
| 341255 - | 2007 RM216               | 13 settembre 2007 | CSS               |
| 341256 - | 2007 RB228               | 10 settembre 2007 | Mt. Lemmon Survey |
| 341257 - | 2007 RD230               | 11 settembre 2007 | Spacewatch        |
| 341258 - | 2007 RM233               | 12 settembre 2007 | CSS               |
| 341259 - | 2007 RR233               | 12 settembre 2007 | CSS               |
| 341260 - | 2007 RA234               | 12 settembre 2007 | CSS               |
| 341261 - | 2007 RS235               | 12 settembre 2007 | Mt. Lemmon Survey |
| 341262 - | 2007 RJ246               | 12 settembre 2007 | Mt. Lemmon Survey |
| 341263 - | 2007 RR249               | 13 settembre 2007 | Mt. Lemmon Survey |
| 341264 - | 2007 RF250               | 13 settembre 2007 | Spacewatch        |
| 341265 - | 2007 RJ251               | 13 settembre 2007 | Spacewatch        |
| 341266 - | 2007 RL254               | 14 settembre 2007 | Spacewatch        |
| 341267 - | 2007 RR254               | 14 settembre 2007 | Spacewatch        |
| 341268 - | 2007 RJ258               | 14 settembre 2007 | Spacewatch        |
| 341269 - | 2007 RC261               | 14 settembre 2007 | Spacewatch        |
| 341270 - | 2007 RE264               | 15 settembre 2007 | Mt. Lemmon Survey |
| 341271 - | 2007 RL271               | 15 settembre 2007 | Mt. Lemmon Survey |
| 341272 - | 2007 RS271               | 15 settembre 2007 | Mt. Lemmon Survey |
| 341273 - | 2007 RY280               | 13 settembre 2007 | CSS               |
| 341274 - | 2007 RD281               | 13 settembre 2007 | CSS               |
| 341275 - | 2007 RG283               | 15 settembre 2007 | Palomar           |
| 341276 - | 2007 RD284               | 9 settembre 2007  | Spacewatch        |
| 341277 - | 2007 RG284               | 10 settembre 2007 | Spacewatch        |
| 341278 - | 2007 RL284               | 11 settembre 2007 | Mt. Lemmon Survey |
| 341279 - | 2007 RV284               | 12 settembre 2007 | Mt. Lemmon Survey |
| 341280 - | 2007 RA285               | 12 settembre 2007 | Mt. Lemmon Survey |
| 341281 - | 2007 RC285               | 12 settembre 2007 | Mt. Lemmon Survey |
| 341282 - | 2007 RX285               | 14 settembre 2007 | Mt. Lemmon Survey |
| 341283 - | 2007 RA290               | 14 settembre 2007 | Mt. Lemmon Survey |
| 341284 - | 2007 RA291               | 10 settembre 2007 | Mt. Lemmon Survey |
| 341285 - | 2007 RY292               | 12 settembre 2007 | Mt. Lemmon Survey |
| 341286 - | 2007 RN293               | 13 settembre 2007 | Mt. Lemmon Survey |
| 341287 - | 2007 RS293               | 13 settembre 2007 | Mt. Lemmon Survey |
| 341288 - | 2007 RA294               | 13 settembre 2007 | Spacewatch        |
| 341289 - | 2007 RC294               | 13 settembre 2007 | Spacewatch        |
| 341290 - | 2007 RE294               | 13 settembre 2007 | Spacewatch        |
| 341291 - | 2007 RD296               | 12 settembre 2007 | Mt. Lemmon Survey |
| 341292 - | 2007 RW298               | 11 settembre 2007 | Spacewatch        |
| 341293 - | 2007 RJ302               | 14 settembre 2007 | Mt. Lemmon Survey |
| 341294 - | 2007 RK308               | 11 settembre 2007 | Mt. Lemmon Survey |
| 341295 - | 2007 RE311               | 5 settembre 2007  | CSS               |
| 341296 - | 2007 RQ316               | 9 settembre 2007  | Mt. Lemmon Survey |
| 341297 - | 2007 RB317               | 10 settembre 2007 | Spacewatch        |
| 341298 - | 2007 RP317               | 10 settembre 2007 | Mt. Lemmon Survey |
| 341299 - | 2007 RQ317               | 10 settembre 2007 | Mt. Lemmon Survey |
| 341300 - | 2007 RX317               | 10 settembre 2007 | CSS               |

## 341301-341400
| Nome               | Designazione provvisoria | Data di scoperta  | Scopritore                        |
| ------------------ | ------------------------ | ----------------- | --------------------------------- |
| 341301 -           | 2007 RJ320               | 13 settembre 2007 | CSS                               |
| 341302 -           | 2007 RA322               | 10 settembre 2007 | Mt. Lemmon Survey                 |
| 341303 -           | 2007 RF323               | 15 settembre 2007 | Mt. Lemmon Survey                 |
| 341304 -           | 2007 RF324               | 14 settembre 2007 | Spacewatch                        |
| 341305 -           | 2007 RL324               | 15 settembre 2007 | Mt. Lemmon Survey                 |
| 341306 -           | 2007 RQ324               | 10 settembre 2007 | Mt. Lemmon Survey                 |
| 341307 -           | 2007 RZ324               | 13 settembre 2007 | Mt. Lemmon Survey                 |
| 341308 -           | 2007 SN1                 | 18 settembre 2007 | Tucker, R. A.                     |
| 341309 -           | 2007 SW3                 | 16 settembre 2007 | LINEAR                            |
| 341310 -           | 2007 ST7                 | 18 settembre 2007 | Spacewatch                        |
| 341311 -           | 2007 SL15                | 25 settembre 2007 | Mt. Lemmon Survey                 |
| 341312 -           | 2007 ST19                | 24 settembre 2007 | Spacewatch                        |
| 341313 -           | 2007 SW19                | 26 settembre 2007 | Mt. Lemmon Survey                 |
| 341314 -           | 2007 SC20                | 19 settembre 2007 | CSS                               |
| 341315 -           | 2007 SB21                | 18 settembre 2007 | Spacewatch                        |
| 341316 -           | 2007 SR21                | 18 settembre 2007 | LINEAR                            |
| 341317 -           | 2007 TE                  | 1º ottobre 2007   | Gierlinger, R.                    |
| 341318 -           | 2007 TQ1                 | 4 ottobre 2007    | Spacewatch                        |
| 341319 -           | 2007 TL4                 | 6 ottobre 2007    | Yeung, W. K. Y.                   |
| 341320 -           | 2007 TP4                 | 6 ottobre 2007    | Yeung, W. K. Y.                   |
| 341321 -           | 2007 TK14                | 7 ottobre 2007    | Ries, W.                          |
| 341322 -           | 2007 TM14                | 7 ottobre 2007    | Ries, W.                          |
| 341323 -           | 2007 TO16                | 8 ottobre 2007    | LINEAR                            |
| 341324 -           | 2007 TA17                | 7 ottobre 2007    | Calvin College                    |
| 341325 -           | 2007 TN20                | 8 ottobre 2007    | LINEAR                            |
| 341326 -           | 2007 TD23                | 6 ottobre 2007    | BATTeRS                           |
| 341327 -           | 2007 TF26                | 4 ottobre 2007    | Mt. Lemmon Survey                 |
| 341328 -           | 2007 TD28                | 4 ottobre 2007    | Spacewatch                        |
| 341329 -           | 2007 TZ30                | 12 settembre 2007 | Mt. Lemmon Survey                 |
| 341330 -           | 2007 TK33                | 6 ottobre 2007    | Spacewatch                        |
| 341331 -           | 2007 TA34                | 6 ottobre 2007    | Spacewatch                        |
| 341332 -           | 2007 TD34                | 6 ottobre 2007    | Spacewatch                        |
| 341333 -           | 2007 TV34                | 6 ottobre 2007    | Spacewatch                        |
| 341334 -           | 2007 TW35                | 7 ottobre 2007    | Mt. Lemmon Survey                 |
| 341335 -           | 2007 TZ35                | 9 ottobre 2007    | Spacewatch                        |
| 341336 -           | 2007 TU36                | 4 ottobre 2007    | Spacewatch                        |
| 341337 -           | 2007 TY37                | 4 ottobre 2007    | CSS                               |
| 341338 -           | 2007 TC39                | 6 ottobre 2007    | Spacewatch                        |
| 341339 -           | 2007 TW40                | 6 ottobre 2007    | Spacewatch                        |
| 341340 -           | 2007 TZ40                | 6 ottobre 2007    | Spacewatch                        |
| 341341 -           | 2007 TG43                | 7 ottobre 2007    | Mt. Lemmon Survey                 |
| 341342 -           | 2007 TQ44                | 7 ottobre 2007    | Mt. Lemmon Survey                 |
| 341343 -           | 2007 TD45                | 7 ottobre 2007    | Mt. Lemmon Survey                 |
| 341344 -           | 2007 TM46                | 8 ottobre 2007    | Mt. Lemmon Survey                 |
| 341345 -           | 2007 TF47                | 4 ottobre 2007    | Spacewatch                        |
| 341346 -           | 2007 TN47                | 4 ottobre 2007    | Spacewatch                        |
| 341347 -           | 2007 TW49                | 4 ottobre 2007    | Spacewatch                        |
| 341348 -           | 2007 TC51                | 4 ottobre 2007    | Spacewatch                        |
| 341349 -           | 2007 TR51                | 4 ottobre 2007    | Spacewatch                        |
| 341350 -           | 2007 TK53                | 4 ottobre 2007    | Spacewatch                        |
| 341351 -           | 2007 TZ53                | 4 ottobre 2007    | Spacewatch                        |
| 341352 -           | 2007 TT58                | 5 ottobre 2007    | Spacewatch                        |
| 341353 -           | 2007 TJ59                | 5 ottobre 2007    | Spacewatch                        |
| 341354 -           | 2007 TS59                | 5 ottobre 2007    | Spacewatch                        |
| 341355 -           | 2007 TF60                | 5 ottobre 2007    | Spacewatch                        |
| 341356 -           | 2007 TW62                | 7 ottobre 2007    | Mt. Lemmon Survey                 |
| 341357 -           | 2007 TZ64                | 7 ottobre 2007    | Mt. Lemmon Survey                 |
| 341358 -           | 2007 TS66                | 11 ottobre 2007   | OAM                               |
| 341359 Gregneumann | 2007 TV69                | 14 ottobre 2007   | Skillman, D. R.                   |
| 341360 -           | 2007 TB71                | 13 ottobre 2007   | Calvin College                    |
| 341361 -           | 2007 TP73                | 7 ottobre 2007    | Astronomical Research Observatory |
| 341362 -           | 2007 TD78                | 5 ottobre 2007    | Spacewatch                        |
| 341363 -           | 2007 TU84                | 8 ottobre 2007    | Spacewatch                        |
| 341364 -           | 2007 TE86                | 8 ottobre 2007    | Mt. Lemmon Survey                 |
| 341365 -           | 2007 TB87                | 8 ottobre 2007    | Mt. Lemmon Survey                 |
| 341366 -           | 2007 TJ93                | 6 ottobre 2007    | Spacewatch                        |
| 341367 -           | 2007 TQ93                | 12 settembre 2007 | Mt. Lemmon Survey                 |
| 341368 -           | 2007 TT94                | 7 ottobre 2007    | CSS                               |
| 341369 -           | 2007 TU95                | 7 ottobre 2007    | Spacewatch                        |
| 341370 -           | 2007 TC101               | 8 ottobre 2007    | Mt. Lemmon Survey                 |
| 341371 -           | 2007 TD101               | 8 ottobre 2007    | Mt. Lemmon Survey                 |
| 341372 -           | 2007 TA107               | 4 ottobre 2007    | Spacewatch                        |
| 341373 -           | 2007 TR107               | 13 settembre 2007 | Mt. Lemmon Survey                 |
| 341374 -           | 2007 TB108               | 6 ottobre 2007    | Lacruz, J.                        |
| 341375 -           | 2007 TW108               | 7 ottobre 2007    | CSS                               |
| 341376 -           | 2007 TD113               | 8 ottobre 2007    | CSS                               |
| 341377 -           | 2007 TX115               | 8 ottobre 2007    | Mt. Lemmon Survey                 |
| 341378 -           | 2007 TH119               | 9 ottobre 2007    | Spacewatch                        |
| 341379 -           | 2007 TW120               | 4 ottobre 2007    | Spacewatch                        |
| 341380 -           | 2007 TZ120               | 5 ottobre 2007    | Spacewatch                        |
| 341381 -           | 2007 TJ121               | 5 ottobre 2007    | Spacewatch                        |
| 341382 -           | 2007 TA123               | 6 ottobre 2007    | Spacewatch                        |
| 341383 -           | 2007 TL123               | 6 ottobre 2007    | Spacewatch                        |
| 341384 -           | 2007 TB124               | 6 ottobre 2007    | Spacewatch                        |
| 341385 -           | 2007 TH126               | 6 ottobre 2007    | Spacewatch                        |
| 341386 -           | 2007 TS126               | 6 ottobre 2007    | Spacewatch                        |
| 341387 -           | 2007 TA127               | 6 ottobre 2007    | Spacewatch                        |
| 341388 -           | 2007 TO128               | 6 ottobre 2007    | Spacewatch                        |
| 341389 -           | 2007 TP129               | 6 ottobre 2007    | Spacewatch                        |
| 341390 -           | 2007 TY130               | 7 ottobre 2007    | Spacewatch                        |
| 341391 -           | 2007 TV131               | 7 ottobre 2007    | Mt. Lemmon Survey                 |
| 341392 -           | 2007 TA134               | 7 ottobre 2007    | Mt. Lemmon Survey                 |
| 341393 -           | 2007 TN137               | 8 ottobre 2007    | CSS                               |
| 341394 -           | 2007 TO138               | 9 ottobre 2007    | CSS                               |
| 341395 -           | 2007 TB140               | 9 ottobre 2007    | CSS                               |
| 341396 -           | 2007 TY140               | 9 ottobre 2007    | Mt. Lemmon Survey                 |
| 341397 -           | 2007 TB144               | 6 ottobre 2007    | LINEAR                            |
| 341398 -           | 2007 TC151               | 9 ottobre 2007    | LINEAR                            |
| 341399 -           | 2007 TP152               | 9 ottobre 2007    | LINEAR                            |
| 341400 -           | 2007 TD158               | 9 ottobre 2007    | LINEAR                            |

## 341401-341500
| Nome     | Designazione provvisoria | Data di scoperta  | Scopritore        |
| -------- | ------------------------ | ----------------- | ----------------- |
| 341401 - | 2007 TE158               | 9 ottobre 2007    | LINEAR            |
| 341402 - | 2007 TH161               | 11 ottobre 2007   | LINEAR            |
| 341403 - | 2007 TP161               | 11 ottobre 2007   | LINEAR            |
| 341404 - | 2007 TS162               | 1º maggio 2006    | CSS               |
| 341405 - | 2007 TZ162               | 11 ottobre 2007   | LINEAR            |
| 341406 - | 2007 TT167               | 12 ottobre 2007   | LINEAR            |
| 341407 - | 2007 TU167               | 12 ottobre 2007   | LINEAR            |
| 341408 - | 2007 TZ168               | 12 ottobre 2007   | LINEAR            |
| 341409 - | 2007 TM170               | 12 ottobre 2007   | LINEAR            |
| 341410 - | 2007 TN173               | 4 ottobre 2007    | Spacewatch        |
| 341411 - | 2007 TV173               | 4 ottobre 2007    | Spacewatch        |
| 341412 - | 2007 TQ182               | 8 ottobre 2007    | LONEOS            |
| 341413 - | 2007 TW184               | 13 ottobre 2007   | Gierlinger, R.    |
| 341414 - | 2007 TC186               | 13 ottobre 2007   | LINEAR            |
| 341415 - | 2007 TR186               | 8 ottobre 2007    | LONEOS            |
| 341416 - | 2007 TU189               | 10 settembre 2007 | Mt. Lemmon Survey |
| 341417 - | 2007 TC195               | 7 ottobre 2007    | Mt. Lemmon Survey |
| 341418 - | 2007 TZ198               | 8 ottobre 2007    | Spacewatch        |
| 341419 - | 2007 TC200               | 16 maggio 2005    | Mt. Lemmon Survey |
| 341420 - | 2007 TH201               | 8 ottobre 2007    | Spacewatch        |
| 341421 - | 2007 TW201               | 8 ottobre 2007    | Mt. Lemmon Survey |
| 341422 - | 2007 TL203               | 8 ottobre 2007    | Mt. Lemmon Survey |
| 341423 - | 2007 TZ203               | 10 settembre 2007 | Mt. Lemmon Survey |
| 341424 - | 2007 TJ204               | 8 ottobre 2007    | Mt. Lemmon Survey |
| 341425 - | 2007 TP204               | 8 ottobre 2007    | Mt. Lemmon Survey |
| 341426 - | 2007 TV205               | 9 ottobre 2007    | LONEOS            |
| 341427 - | 2007 TB216               | 7 ottobre 2007    | Spacewatch        |
| 341428 - | 2007 TB217               | 7 ottobre 2007    | Spacewatch        |
| 341429 - | 2007 TB222               | 9 ottobre 2007    | Spacewatch        |
| 341430 - | 2007 TX222               | 10 ottobre 2007   | Spacewatch        |
| 341431 - | 2007 TC229               | 8 ottobre 2007    | Spacewatch        |
| 341432 - | 2007 TA230               | 8 ottobre 2007    | CSS               |
| 341433 - | 2007 TW230               | 8 ottobre 2007    | Spacewatch        |
| 341434 - | 2007 TS231               | 8 ottobre 2007    | Spacewatch        |
| 341435 - | 2007 TJ232               | 8 ottobre 2007    | Spacewatch        |
| 341436 - | 2007 TC233               | 8 ottobre 2007    | Spacewatch        |
| 341437 - | 2007 TL236               | 14 settembre 2007 | Mt. Lemmon Survey |
| 341438 - | 2007 TU236               | 9 ottobre 2007    | Mt. Lemmon Survey |
| 341439 - | 2007 TV238               | 10 ottobre 2007   | Mt. Lemmon Survey |
| 341440 - | 2007 TF240               | 14 ottobre 2007   | LINEAR            |
| 341441 - | 2007 TA245               | 8 ottobre 2007    | CSS               |
| 341442 - | 2007 TK245               | 8 ottobre 2007    | CSS               |
| 341443 - | 2007 TY246               | 9 ottobre 2007    | CSS               |
| 341444 - | 2007 TP250               | 11 ottobre 2007   | Mt. Lemmon Survey |
| 341445 - | 2007 TQ254               | 8 ottobre 2007    | Mt. Lemmon Survey |
| 341446 - | 2007 TC256               | 10 ottobre 2007   | Spacewatch        |
| 341447 - | 2007 TN261               | 10 ottobre 2007   | Spacewatch        |
| 341448 - | 2007 TG265               | 11 ottobre 2007   | Spacewatch        |
| 341449 - | 2007 TK268               | 9 ottobre 2007    | Spacewatch        |
| 341450 - | 2007 TP269               | 9 ottobre 2007    | Spacewatch        |
| 341451 - | 2007 TB271               | 9 ottobre 2007    | Spacewatch        |
| 341452 - | 2007 TM271               | 9 ottobre 2007    | Spacewatch        |
| 341453 - | 2007 TN271               | 9 ottobre 2007    | Spacewatch        |
| 341454 - | 2007 TP287               | 12 settembre 2007 | CSS               |
| 341455 - | 2007 TF299               | 12 ottobre 2007   | Spacewatch        |
| 341456 - | 2007 TV300               | 12 ottobre 2007   | Spacewatch        |
| 341457 - | 2007 TY303               | 12 ottobre 2007   | Mt. Lemmon Survey |
| 341458 - | 2007 TC305               | 13 ottobre 2007   | Mt. Lemmon Survey |
| 341459 - | 2007 TP307               | 9 ottobre 2007    | Spacewatch        |
| 341460 - | 2007 TY307               | 9 ottobre 2007    | Mt. Lemmon Survey |
| 341461 - | 2007 TX313               | 11 ottobre 2007   | Mt. Lemmon Survey |
| 341462 - | 2007 TL314               | 11 ottobre 2007   | Mt. Lemmon Survey |
| 341463 - | 2007 TK315               | 12 ottobre 2007   | Spacewatch        |
| 341464 - | 2007 TL315               | 12 ottobre 2007   | Spacewatch        |
| 341465 - | 2007 TN315               | 12 ottobre 2007   | Spacewatch        |
| 341466 - | 2007 TS315               | 12 ottobre 2007   | Spacewatch        |
| 341467 - | 2007 TG317               | 12 ottobre 2007   | Spacewatch        |
| 341468 - | 2007 TN319               | 12 ottobre 2007   | Spacewatch        |
| 341469 - | 2007 TV319               | 12 ottobre 2007   | Spacewatch        |
| 341470 - | 2007 TB324               | 11 ottobre 2007   | Spacewatch        |
| 341471 - | 2007 TV329               | 11 ottobre 2007   | Spacewatch        |
| 341472 - | 2007 TD330               | 11 ottobre 2007   | Spacewatch        |
| 341473 - | 2007 TQ334               | 11 ottobre 2007   | Spacewatch        |
| 341474 - | 2007 TO344               | 10 ottobre 2007   | Mt. Lemmon Survey |
| 341475 - | 2007 TJ353               | 8 ottobre 2007    | Mt. Lemmon Survey |
| 341476 - | 2007 TK354               | 10 ottobre 2007   | CSS               |
| 341477 - | 2007 TC362               | 14 ottobre 2007   | Mt. Lemmon Survey |
| 341478 - | 2007 TD362               | 14 ottobre 2007   | Mt. Lemmon Survey |
| 341479 - | 2007 TE362               | 14 ottobre 2007   | Mt. Lemmon Survey |
| 341480 - | 2007 TF363               | 14 ottobre 2007   | Mt. Lemmon Survey |
| 341481 - | 2007 TK363               | 14 ottobre 2007   | Mt. Lemmon Survey |
| 341482 - | 2007 TO363               | 14 ottobre 2007   | Mt. Lemmon Survey |
| 341483 - | 2007 TN364               | 15 ottobre 2007   | CSS               |
| 341484 - | 2007 TV365               | 9 ottobre 2007    | Mt. Lemmon Survey |
| 341485 - | 2007 TX365               | 9 ottobre 2007    | Mt. Lemmon Survey |
| 341486 - | 2007 TE368               | 10 ottobre 2007   | Mt. Lemmon Survey |
| 341487 - | 2007 TK371               | 12 ottobre 2007   | Mt. Lemmon Survey |
| 341488 - | 2007 TZ375               | 15 ottobre 2007   | Mt. Lemmon Survey |
| 341489 - | 2007 TN379               | 13 ottobre 2007   | CSS               |
| 341490 - | 2007 TV380               | 14 ottobre 2007   | Spacewatch        |
| 341491 - | 2007 TN381               | 14 ottobre 2007   | Spacewatch        |
| 341492 - | 2007 TU381               | 14 ottobre 2007   | Spacewatch        |
| 341493 - | 2007 TZ381               | 14 ottobre 2007   | Spacewatch        |
| 341494 - | 2007 TA385               | 14 ottobre 2007   | Mt. Lemmon Survey |
| 341495 - | 2007 TF388               | 13 ottobre 2007   | Mt. Lemmon Survey |
| 341496 - | 2007 TZ390               | 8 ottobre 2007    | Mt. Lemmon Survey |
| 341497 - | 2007 TL392               | 15 ottobre 2007   | CSS               |
| 341498 - | 2007 TG393               | 13 ottobre 2007   | Spacewatch        |
| 341499 - | 2007 TH399               | 15 ottobre 2007   | Spacewatch        |
| 341500 - | 2007 TL399               | 15 ottobre 2007   | CSS               |

## 341501-341600
| Nome               | Designazione provvisoria | Data di scoperta | Scopritore        |
| ------------------ | ------------------------ | ---------------- | ----------------- |
| 341501 -           | 2007 TX403               | 15 ottobre 2007  | Spacewatch        |
| 341502 -           | 2007 TN405               | 15 ottobre 2007  | Spacewatch        |
| 341503 -           | 2007 TO405               | 15 ottobre 2007  | Spacewatch        |
| 341504 -           | 2007 TQ405               | 15 ottobre 2007  | Spacewatch        |
| 341505 -           | 2007 TV405               | 15 ottobre 2007  | Spacewatch        |
| 341506 -           | 2007 TG408               | 15 ottobre 2007  | Mt. Lemmon Survey |
| 341507 -           | 2007 TB410               | 15 ottobre 2007  | Spacewatch        |
| 341508 -           | 2007 TC410               | 15 ottobre 2007  | Spacewatch        |
| 341509 -           | 2007 TD414               | 15 ottobre 2007  | CSS               |
| 341510 -           | 2007 TP418               | 7 ottobre 2007   | CSS               |
| 341511 -           | 2007 TS418               | 8 ottobre 2007   | Spacewatch        |
| 341512 -           | 2007 TC419               | 10 ottobre 2007  | CSS               |
| 341513 -           | 2007 TB420               | 9 ottobre 2007   | CSS               |
| 341514 -           | 2007 TB421               | 11 ottobre 2007  | CSS               |
| 341515 -           | 2007 TF425               | 8 ottobre 2007   | Spacewatch        |
| 341516 -           | 2007 TR426               | 9 ottobre 2007   | Spacewatch        |
| 341517 -           | 2007 TL427               | 10 ottobre 2007  | CSS               |
| 341518 -           | 2007 TU427               | 10 ottobre 2007  | CSS               |
| 341519 -           | 2007 TD429               | 12 ottobre 2007  | Spacewatch        |
| 341520 Mors-Somnus | 2007 TY430               | 14 ottobre 2007  | Mauna Kea         |
| 341521 -           | 2007 TG432               | 4 ottobre 2007   | Spacewatch        |
| 341522 -           | 2007 TL432               | 4 ottobre 2007   | Spacewatch        |
| 341523 -           | 2007 TT432               | 7 ottobre 2007   | Mt. Lemmon Survey |
| 341524 -           | 2007 TL434               | 9 ottobre 2007   | Spacewatch        |
| 341525 -           | 2007 TU435               | 14 ottobre 2007  | Spacewatch        |
| 341526 -           | 2007 TT440               | 8 ottobre 2007   | CSS               |
| 341527 -           | 2007 TF441               | 12 ottobre 2007  | CSS               |
| 341528 -           | 2007 TR441               | 7 ottobre 2007   | CSS               |
| 341529 -           | 2007 TT442               | 9 ottobre 2007   | CSS               |
| 341530 -           | 2007 TC443               | 11 ottobre 2007  | CSS               |
| 341531 -           | 2007 TQ443               | 9 ottobre 2007   | LINEAR            |
| 341532 -           | 2007 TR443               | 6 ottobre 1996   | Spacewatch        |
| 341533 -           | 2007 TX444               | 16 ottobre 2002  | Needville         |
| 341534 -           | 2007 TY444               | 11 ottobre 2007  | Spacewatch        |
| 341535 -           | 2007 TO445               | 6 ottobre 2007   | LINEAR            |
| 341536 -           | 2007 TT445               | 7 ottobre 2007   | Spacewatch        |
| 341537 -           | 2007 TH446               | 9 ottobre 2007   | Spacewatch        |
| 341538 -           | 2007 TZ446               | 10 ottobre 2007  | CSS               |
| 341539 -           | 2007 TE449               | 9 ottobre 2007   | Mt. Lemmon Survey |
| 341540 -           | 2007 TA451               | 14 ottobre 2007  | Spacewatch        |
| 341541 -           | 2007 TL452               | 7 ottobre 2007   | Spacewatch        |
| 341542 -           | 2007 TN452               | 9 ottobre 2007   | CSS               |
| 341543 -           | 2007 TA453               | 14 ottobre 2007  | Mt. Lemmon Survey |
| 341544 -           | 2007 UC1                 | 16 ottobre 2007  | BATTeRS           |
| 341545 -           | 2007 UF3                 | 17 ottobre 2007  | Yeung, W. K. Y.   |
| 341546 -           | 2007 UG3                 | 17 ottobre 2007  | Yeung, W. K. Y.   |
| 341547 -           | 2007 UV4                 | 17 ottobre 2007  | Chante-Perdrix    |
| 341548 -           | 2007 UW4                 | 17 ottobre 2007  | Chante-Perdrix    |
| 341549 -           | 2007 UX7                 | 16 ottobre 2007  | CSS               |
| 341550 -           | 2007 UC8                 | 16 ottobre 2007  | CSS               |
| 341551 -           | 2007 UN11                | 9 ottobre 2007   | Spacewatch        |
| 341552 -           | 2007 UM21                | 16 ottobre 2007  | Spacewatch        |
| 341553 -           | 2007 UZ21                | 16 ottobre 2007  | Spacewatch        |
| 341554 -           | 2007 UK22                | 16 ottobre 2007  | Spacewatch        |
| 341555 -           | 2007 UZ22                | 16 ottobre 2007  | Spacewatch        |
| 341556 -           | 2007 UX23                | 16 ottobre 2007  | Spacewatch        |
| 341557 -           | 2007 UD24                | 8 ottobre 2007   | Spacewatch        |
| 341558 -           | 2007 UZ24                | 16 ottobre 2007  | Spacewatch        |
| 341559 -           | 2007 UU25                | 16 ottobre 2007  | Spacewatch        |
| 341560 -           | 2007 UQ33                | 16 ottobre 2007  | CSS               |
| 341561 -           | 2007 US36                | 19 ottobre 2007  | Spacewatch        |
| 341562 -           | 2007 UE39                | 20 ottobre 2007  | CSS               |
| 341563 -           | 2007 UG40                | 20 ottobre 2007  | Mt. Lemmon Survey |
| 341564 -           | 2007 UH43                | 18 ottobre 2007  | Spacewatch        |
| 341565 -           | 2007 UR43                | 18 ottobre 2007  | Spacewatch        |
| 341566 -           | 2007 UJ46                | 20 ottobre 2007  | CSS               |
| 341567 -           | 2007 UP48                | 20 ottobre 2007  | Mt. Lemmon Survey |
| 341568 -           | 2007 UC49                | 21 ottobre 2007  | Spacewatch        |
| 341569 -           | 2007 UG51                | 24 ottobre 2007  | Mt. Lemmon Survey |
| 341570 -           | 2007 UJ54                | 30 ottobre 2007  | Spacewatch        |
| 341571 -           | 2007 UP55                | 30 ottobre 2007  | Spacewatch        |
| 341572 -           | 2007 UW55                | 30 ottobre 2007  | Spacewatch        |
| 341573 -           | 2007 UM57                | 30 ottobre 2007  | Mt. Lemmon Survey |
| 341574 -           | 2007 UN57                | 30 ottobre 2007  | Mt. Lemmon Survey |
| 341575 -           | 2007 UJ60                | 30 ottobre 2007  | Mt. Lemmon Survey |
| 341576 -           | 2007 UH61                | 30 ottobre 2007  | Mt. Lemmon Survey |
| 341577 -           | 2007 UU61                | 30 ottobre 2007  | Spacewatch        |
| 341578 -           | 2007 UB63                | 30 ottobre 2007  | Spacewatch        |
| 341579 -           | 2007 UA67                | 30 ottobre 2007  | Spacewatch        |
| 341580 -           | 2007 UE77                | 31 ottobre 2007  | Mt. Lemmon Survey |
| 341581 -           | 2007 UN77                | 31 ottobre 2007  | CSS               |
| 341582 -           | 2007 UJ81                | 30 ottobre 2007  | Spacewatch        |
| 341583 -           | 2007 UP82                | 30 ottobre 2007  | Spacewatch        |
| 341584 -           | 2007 UY82                | 30 ottobre 2007  | Spacewatch        |
| 341585 -           | 2007 UZ85                | 30 ottobre 2007  | Spacewatch        |
| 341586 -           | 2007 UL87                | 30 ottobre 2007  | Spacewatch        |
| 341587 -           | 2007 UT88                | 30 ottobre 2007  | Mt. Lemmon Survey |
| 341588 -           | 2007 UB89                | 30 ottobre 2007  | Mt. Lemmon Survey |
| 341589 -           | 2007 UJ89                | 30 ottobre 2007  | Mt. Lemmon Survey |
| 341590 Emmawatson  | 2007 UM90                | 30 ottobre 2007  | CSS               |
| 341591 -           | 2007 UF94                | 31 ottobre 2007  | Mt. Lemmon Survey |
| 341592 -           | 2007 UH97                | 30 ottobre 2007  | Mt. Lemmon Survey |
| 341593 -           | 2007 UH98                | 30 ottobre 2007  | Spacewatch        |
| 341594 -           | 2007 UP98                | 30 ottobre 2007  | Spacewatch        |
| 341595 -           | 2007 UX98                | 30 ottobre 2007  | Spacewatch        |
| 341596 -           | 2007 UA99                | 30 ottobre 2007  | Spacewatch        |
| 341597 -           | 2007 UH99                | 30 ottobre 2007  | Spacewatch        |
| 341598 -           | 2007 UT100               | 30 ottobre 2007  | Spacewatch        |
| 341599 -           | 2007 UC104               | 30 ottobre 2007  | Spacewatch        |
| 341600 -           | 2007 UT105               | 30 ottobre 2007  | Spacewatch        |

## 341601-341700
| Nome     | Designazione provvisoria | Data di scoperta | Scopritore        |
| -------- | ------------------------ | ---------------- | ----------------- |
| 341601 - | 2007 UW105               | 30 ottobre 2007  | Spacewatch        |
| 341602 - | 2007 UG107               | 31 ottobre 2007  | CSS               |
| 341603 - | 2007 UV107               | 30 ottobre 2007  | Spacewatch        |
| 341604 - | 2007 UH108               | 30 ottobre 2007  | Spacewatch        |
| 341605 - | 2007 UH114               | 31 ottobre 2007  | Spacewatch        |
| 341606 - | 2007 UA115               | 31 ottobre 2007  | Spacewatch        |
| 341607 - | 2007 UP118               | 31 ottobre 2007  | Mt. Lemmon Survey |
| 341608 - | 2007 UD124               | 31 ottobre 2007  | Mt. Lemmon Survey |
| 341609 - | 2007 UP125               | 17 ottobre 2007  | Mt. Lemmon Survey |
| 341610 - | 2007 UL127               | 30 ottobre 2007  | Spacewatch        |
| 341611 - | 2007 UP128               | 20 ottobre 2007  | Mt. Lemmon Survey |
| 341612 - | 2007 UW128               | 24 ottobre 2007  | Mt. Lemmon Survey |
| 341613 - | 2007 UD129               | 16 ottobre 2007  | Mt. Lemmon Survey |
| 341614 - | 2007 UH130               | 18 ottobre 2007  | Spacewatch        |
| 341615 - | 2007 UJ131               | 16 ottobre 2007  | CSS               |
| 341616 - | 2007 UT131               | 17 ottobre 2007  | Mt. Lemmon Survey |
| 341617 - | 2007 UH132               | 19 ottobre 2007  | Spacewatch        |
| 341618 - | 2007 UQ132               | 20 ottobre 2007  | Mt. Lemmon Survey |
| 341619 - | 2007 UJ133               | 30 ottobre 2007  | Spacewatch        |
| 341620 - | 2007 US137               | 17 ottobre 2007  | Mt. Lemmon Survey |
| 341621 - | 2007 UW138               | 21 ottobre 2007  | Spacewatch        |
| 341622 - | 2007 UD139               | 21 ottobre 2007  | CSS               |
| 341623 - | 2007 UG139               | 21 ottobre 2007  | Mt. Lemmon Survey |
| 341624 - | 2007 UC141               | 21 ottobre 2007  | Spacewatch        |
| 341625 - | 2007 VK1                 | 2 novembre 2007  | Ferrando, R.      |
| 341626 - | 2007 VT2                 | 3 novembre 2007  | Lacruz, J.        |
| 341627 - | 2007 VN4                 | 3 novembre 2007  | OAM               |
| 341628 - | 2007 VY8                 | 2 novembre 2007  | Spacewatch        |
| 341629 - | 2007 VG9                 | 2 novembre 2007  | Mt. Lemmon Survey |
| 341630 - | 2007 VD10                | 1º novembre 2007 | Crni Vrh          |
| 341631 - | 2007 VT12                | 1º novembre 2007 | Spacewatch        |
| 341632 - | 2007 VM13                | 1º novembre 2007 | Mt. Lemmon Survey |
| 341633 - | 2007 VB16                | 1º novembre 2007 | Spacewatch        |
| 341634 - | 2007 VQ16                | 1º novembre 2007 | Mt. Lemmon Survey |
| 341635 - | 2007 VS18                | 1º novembre 2007 | Mt. Lemmon Survey |
| 341636 - | 2007 VG25                | 2 novembre 2007  | CSS               |
| 341637 - | 2007 VU25                | 2 novembre 2007  | Mt. Lemmon Survey |
| 341638 - | 2007 VN28                | 2 novembre 2007  | Mt. Lemmon Survey |
| 341639 - | 2007 VB29                | 3 novembre 2007  | Mt. Lemmon Survey |
| 341640 - | 2007 VS31                | 2 novembre 2007  | Spacewatch        |
| 341641 - | 2007 VK33                | 2 novembre 2007  | Spacewatch        |
| 341642 - | 2007 VL33                | 2 novembre 2007  | Spacewatch        |
| 341643 - | 2007 VM38                | 2 novembre 2007  | CSS               |
| 341644 - | 2007 VN38                | 2 novembre 2007  | CSS               |
| 341645 - | 2007 VO43                | 1º novembre 2007 | Spacewatch        |
| 341646 - | 2007 VC44                | 1º novembre 2007 | Spacewatch        |
| 341647 - | 2007 VD46                | 1º novembre 2007 | Spacewatch        |
| 341648 - | 2007 VL46                | 1º novembre 2007 | Spacewatch        |
| 341649 - | 2007 VK49                | 1º novembre 2007 | Spacewatch        |
| 341650 - | 2007 VQ51                | 1º novembre 2007 | Spacewatch        |
| 341651 - | 2007 VZ51                | 1º novembre 2007 | Spacewatch        |
| 341652 - | 2007 VG52                | 1º novembre 2007 | Spacewatch        |
| 341653 - | 2007 VR52                | 1º novembre 2007 | Spacewatch        |
| 341654 - | 2007 VO55                | 1º novembre 2007 | Spacewatch        |
| 341655 - | 2007 VG59                | 1º novembre 2007 | Spacewatch        |
| 341656 - | 2007 VQ59                | 1º novembre 2007 | Spacewatch        |
| 341657 - | 2007 VT60                | 1º novembre 2007 | Spacewatch        |
| 341658 - | 2007 VU61                | 1º novembre 2007 | Spacewatch        |
| 341659 - | 2007 VC62                | 1º novembre 2007 | Spacewatch        |
| 341660 - | 2007 VZ62                | 1º novembre 2007 | Spacewatch        |
| 341661 - | 2007 VK63                | 1º novembre 2007 | Spacewatch        |
| 341662 - | 2007 VS64                | 1º novembre 2007 | Spacewatch        |
| 341663 - | 2007 VE72                | 1º novembre 2007 | Spacewatch        |
| 341664 - | 2007 VO73                | 2 novembre 2007  | Spacewatch        |
| 341665 - | 2007 VZ75                | 3 novembre 2007  | Spacewatch        |
| 341666 - | 2007 VK76                | 3 novembre 2007  | Spacewatch        |
| 341667 - | 2007 VE78                | 3 novembre 2007  | Spacewatch        |
| 341668 - | 2007 VR85                | 13 febbraio 1999 | Spacewatch        |
| 341669 - | 2007 VF86                | 2 novembre 2007  | LINEAR            |
| 341670 - | 2007 VW86                | 2 novembre 2007  | LINEAR            |
| 341671 - | 2007 VZ86                | 2 novembre 2007  | LINEAR            |
| 341672 - | 2007 VF87                | 2 novembre 2007  | LINEAR            |
| 341673 - | 2007 VJ87                | 2 novembre 2007  | LINEAR            |
| 341674 - | 2007 VX88                | 3 novembre 2007  | LINEAR            |
| 341675 - | 2007 VN90                | 5 novembre 2007  | LINEAR            |
| 341676 - | 2007 VP90                | 5 novembre 2007  | LINEAR            |
| 341677 - | 2007 VE92                | 8 novembre 2007  | LINEAR            |
| 341678 - | 2007 VS92                | 3 novembre 2007  | LINEAR            |
| 341679 - | 2007 VV94                | 8 novembre 2007  | LINEAR            |
| 341680 - | 2007 VB102               | 2 novembre 2007  | Spacewatch        |
| 341681 - | 2007 VD104               | 3 novembre 2007  | Spacewatch        |
| 341682 - | 2007 VT105               | 3 novembre 2007  | Spacewatch        |
| 341683 - | 2007 VS107               | 3 novembre 2007  | Spacewatch        |
| 341684 - | 2007 VP109               | 3 novembre 2007  | Spacewatch        |
| 341685 - | 2007 VM110               | 3 novembre 2007  | Spacewatch        |
| 341686 - | 2007 VK115               | 3 novembre 2007  | Spacewatch        |
| 341687 - | 2007 VM118               | 4 novembre 2007  | Mt. Lemmon Survey |
| 341688 - | 2007 VQ119               | 5 novembre 2007  | Spacewatch        |
| 341689 - | 2007 VS122               | 5 novembre 2007  | Mt. Lemmon Survey |
| 341690 - | 2007 VM126               | 11 novembre 2007 | CSS               |
| 341691 - | 2007 VT133               | 2 novembre 2007  | CSS               |
| 341692 - | 2007 VD135               | 3 novembre 2007  | Spacewatch        |
| 341693 - | 2007 VH141               | 4 novembre 2007  | Spacewatch        |
| 341694 - | 2007 VR141               | 4 novembre 2007  | Spacewatch        |
| 341695 - | 2007 VU146               | 4 novembre 2007  | Mt. Lemmon Survey |
| 341696 - | 2007 VJ147               | 4 novembre 2007  | Spacewatch        |
| 341697 - | 2007 VD152               | 2 novembre 2007  | Spacewatch        |
| 341698 - | 2007 VK153               | 4 novembre 2007  | Spacewatch        |
| 341699 - | 2007 VE154               | 4 novembre 2007  | Spacewatch        |
| 341700 - | 2007 VF160               | 5 novembre 2007  | Spacewatch        |

## 341701-341800
| Nome     | Designazione provvisoria | Data di scoperta  | Scopritore             |
| -------- | ------------------------ | ----------------- | ---------------------- |
| 341701 - | 2007 VO161               | 5 novembre 2007   | Spacewatch             |
| 341702 - | 2007 VS166               | 5 novembre 2007   | Spacewatch             |
| 341703 - | 2007 VT167               | 5 novembre 2007   | Spacewatch             |
| 341704 - | 2007 VX168               | 5 novembre 2007   | Spacewatch             |
| 341705 - | 2007 VH172               | 8 novembre 2007   | Spacewatch             |
| 341706 - | 2007 VU173               | 2 novembre 2007   | CSS                    |
| 341707 - | 2007 VY173               | 19 ottobre 2007   | Spacewatch             |
| 341708 - | 2007 VV180               | 7 novembre 2007   | CSS                    |
| 341709 - | 2007 VE183               | 8 ottobre 2007    | Spacewatch             |
| 341710 - | 2007 VM183               | 8 novembre 2007   | CSS                    |
| 341711 - | 2007 VO185               | 8 novembre 2007   | CSS                    |
| 341712 - | 2007 VF188               | 11 novembre 2007  | Tucker, R. A.          |
| 341713 - | 2007 VC189               | 13 novembre 2007  | BATTeRS                |
| 341714 - | 2007 VS191               | 4 novembre 2007   | Mt. Lemmon Survey      |
| 341715 - | 2007 VF195               | 7 novembre 2007   | Mt. Lemmon Survey      |
| 341716 - | 2007 VQ199               | 9 novembre 2007   | Mt. Lemmon Survey      |
| 341717 - | 2007 VC207               | 9 novembre 2007   | CSS                    |
| 341718 - | 2007 VM211               | 9 novembre 2007   | Spacewatch             |
| 341719 - | 2007 VV211               | 9 novembre 2007   | Spacewatch             |
| 341720 - | 2007 VE212               | 20 ottobre 2007   | Mt. Lemmon Survey      |
| 341721 - | 2007 VF213               | 9 novembre 2007   | Spacewatch             |
| 341722 - | 2007 VM215               | 9 novembre 2007   | Spacewatch             |
| 341723 - | 2007 VC218               | 9 novembre 2007   | Spacewatch             |
| 341724 - | 2007 VG219               | 9 novembre 2007   | Spacewatch             |
| 341725 - | 2007 VL219               | 9 novembre 2007   | Spacewatch             |
| 341726 - | 2007 VB222               | 6 novembre 2007   | PMO NEO Survey Program |
| 341727 - | 2007 VF228               | 12 novembre 2007  | Mt. Lemmon Survey      |
| 341728 - | 2007 VF229               | 7 novembre 2007   | Spacewatch             |
| 341729 - | 2007 VJ229               | 7 novembre 2007   | Spacewatch             |
| 341730 - | 2007 VN232               | 7 novembre 2007   | Spacewatch             |
| 341731 - | 2007 VR232               | 7 novembre 2007   | Spacewatch             |
| 341732 - | 2007 VL240               | 7 novembre 2007   | CSS                    |
| 341733 - | 2007 VN241               | 12 novembre 2007  | CSS                    |
| 341734 - | 2007 VT243               | 13 novembre 2007  | Chante-Perdrix         |
| 341735 - | 2007 VQ245               | 8 novembre 2007   | CSS                    |
| 341736 - | 2007 VG250               | 14 novembre 2007  | Mt. Lemmon Survey      |
| 341737 - | 2007 VF252               | 12 novembre 2007  | CSS                    |
| 341738 - | 2007 VK254               | 15 novembre 2007  | CSS                    |
| 341739 - | 2007 VK255               | 12 novembre 2007  | Mt. Lemmon Survey      |
| 341740 - | 2007 VQ257               | 13 novembre 2007  | CSS                    |
| 341741 - | 2007 VG265               | 13 novembre 2007  | Spacewatch             |
| 341742 - | 2007 VB266               | 13 novembre 2007  | Spacewatch             |
| 341743 - | 2007 VB267               | 11 novembre 2007  | Cerro Burek            |
| 341744 - | 2007 VL267               | 14 novembre 2007  | BATTeRS                |
| 341745 - | 2007 VR268               | 12 novembre 2007  | LINEAR                 |
| 341746 - | 2007 VD270               | 8 novembre 2007   | Spacewatch             |
| 341747 - | 2007 VJ275               | 13 novembre 2007  | Spacewatch             |
| 341748 - | 2007 VU275               | 13 novembre 2007  | Spacewatch             |
| 341749 - | 2007 VF280               | 14 novembre 2007  | Spacewatch             |
| 341750 - | 2007 VM284               | 14 novembre 2007  | Spacewatch             |
| 341751 - | 2007 VS286               | 14 novembre 2007  | Spacewatch             |
| 341752 - | 2007 VZ294               | 15 novembre 2007  | LONEOS                 |
| 341753 - | 2007 VG297               | 21 settembre 2007 | LINEAR                 |
| 341754 - | 2007 VD301               | 15 novembre 2007  | CSS                    |
| 341755 - | 2007 VB303               | 3 novembre 2007   | CSS                    |
| 341756 - | 2007 VL306               | 1º novembre 2007  | Spacewatch             |
| 341757 - | 2007 VD311               | 1º novembre 2007  | Spacewatch             |
| 341758 - | 2007 VJ311               | 5 novembre 2007   | PMO NEO Survey Program |
| 341759 - | 2007 VN313               | 9 novembre 2007   | CSS                    |
| 341760 - | 2007 VE315               | 4 novembre 2007   | Spacewatch             |
| 341761 - | 2007 VJ319               | 4 novembre 2007   | Spacewatch             |
| 341762 - | 2007 VS321               | 5 novembre 2007   | Spacewatch             |
| 341763 - | 2007 VK326               | 4 novembre 2007   | LINEAR                 |
| 341764 - | 2007 VZ326               | 5 novembre 2007   | Spacewatch             |
| 341765 - | 2007 VF328               | 8 novembre 2007   | CSS                    |
| 341766 - | 2007 VY329               | 2 novembre 2007   | LINEAR                 |
| 341767 - | 2007 VC330               | 2 novembre 2007   | Spacewatch             |
| 341768 - | 2007 VZ330               | 5 novembre 2007   | Mt. Lemmon Survey      |
| 341769 - | 2007 VG333               | 9 novembre 2007   | Spacewatch             |
| 341770 - | 2007 VX334               | 22 luglio 1995    | Spacewatch             |
| 341771 - | 2007 VA335               | 14 agosto 2006    | Siding Spring Survey   |
| 341772 - | 2007 VB335               | 14 novembre 2007  | Spacewatch             |
| 341773 - | 2007 WZ1                 | 17 novembre 2007  | BATTeRS                |
| 341774 - | 2007 WG3                 | 16 novembre 2007  | Mt. Lemmon Survey      |
| 341775 - | 2007 WE7                 | 18 novembre 2007  | LINEAR                 |
| 341776 - | 2007 WV7                 | 18 novembre 2007  | LINEAR                 |
| 341777 - | 2007 WC8                 | 18 novembre 2007  | LINEAR                 |
| 341778 - | 2007 WH8                 | 18 novembre 2007  | LINEAR                 |
| 341779 - | 2007 WS23                | 18 novembre 2007  | Mt. Lemmon Survey      |
| 341780 - | 2007 WS24                | 2 novembre 2007   | Spacewatch             |
| 341781 - | 2007 WX30                | 19 novembre 2007  | Spacewatch             |
| 341782 - | 2007 WF37                | 19 novembre 2007  | Mt. Lemmon Survey      |
| 341783 - | 2007 WP37                | 19 novembre 2007  | Mt. Lemmon Survey      |
| 341784 - | 2007 WS41                | 15 ottobre 2007   | Mt. Lemmon Survey      |
| 341785 - | 2007 WU42                | 19 novembre 2007  | Spacewatch             |
| 341786 - | 2007 WD45                | 20 novembre 2007  | Mt. Lemmon Survey      |
| 341787 - | 2007 WY47                | 20 novembre 2007  | Mt. Lemmon Survey      |
| 341788 - | 2007 WM48                | 20 novembre 2007  | Mt. Lemmon Survey      |
| 341789 - | 2007 WJ58                | 20 novembre 2007  | Spacewatch             |
| 341790 - | 2007 WG59                | 20 novembre 2007  | Spacewatch             |
| 341791 - | 2007 WM61                | 18 novembre 2007  | Spacewatch             |
| 341792 - | 2007 XN6                 | 4 dicembre 2007   | CSS                    |
| 341793 - | 2007 XL10                | 5 dicembre 2007   | BATTeRS                |
| 341794 - | 2007 XV11                | 4 dicembre 2007   | Spacewatch             |
| 341795 - | 2007 XF15                | 6 dicembre 2007   | OAM                    |
| 341796 - | 2007 XD20                | 4 dicembre 2007   | CSS                    |
| 341797 - | 2007 XK21                | 10 dicembre 2007  | LINEAR                 |
| 341798 - | 2007 XU22                | 12 dicembre 2007  | LINEAR                 |
| 341799 - | 2007 XF23                | 13 dicembre 2007  | Chante-Perdrix         |
| 341800 - | 2007 XP25                | 14 dicembre 2007  | OAM                    |

## 341801-341900
| Nome              | Designazione provvisoria | Data di scoperta  | Scopritore        |
| ----------------- | ------------------------ | ----------------- | ----------------- |
| 341801 -          | 2007 XQ27                | 14 dicembre 2007  | Spacewatch        |
| 341802 -          | 2007 XG29                | 15 dicembre 2007  | Mt. Lemmon Survey |
| 341803 -          | 2007 XL32                | 25 ottobre 2007   | Mt. Lemmon Survey |
| 341804 -          | 2007 XC35                | 13 dicembre 2007  | LINEAR            |
| 341805 -          | 2007 XT35                | 13 dicembre 2007  | LINEAR            |
| 341806 -          | 2007 XA37                | 13 dicembre 2007  | LINEAR            |
| 341807 -          | 2007 XS41                | 15 dicembre 2007  | LINEAR            |
| 341808 -          | 2007 XF43                | 15 dicembre 2007  | Spacewatch        |
| 341809 -          | 2007 XE44                | 15 dicembre 2007  | Spacewatch        |
| 341810 -          | 2007 XQ49                | 15 dicembre 2007  | Spacewatch        |
| 341811 -          | 2007 XS49                | 15 dicembre 2007  | Spacewatch        |
| 341812 -          | 2007 XB55                | 5 dicembre 2007   | Spacewatch        |
| 341813 -          | 2007 XH57                | 28 settembre 2001 | NEAT              |
| 341814 -          | 2007 XR57                | 11 ottobre 2006   | NEAT              |
| 341815 -          | 2007 XY57                | 5 dicembre 2007   | LINEAR            |
| 341816 -          | 2007 YK                  | 16 dicembre 2007  | CSS               |
| 341817 -          | 2007 YV2                 | 17 dicembre 2007  | Bickel, W.        |
| 341818 -          | 2007 YX16                | 16 dicembre 2007  | Spacewatch        |
| 341819 -          | 2007 YE32                | 28 dicembre 2007  | Spacewatch        |
| 341820 -          | 2007 YT51                | 30 dicembre 2007  | Spacewatch        |
| 341821 -          | 2007 YS52                | 30 dicembre 2007  | CSS               |
| 341822 -          | 2007 YW65                | 30 dicembre 2007  | Spacewatch        |
| 341823 -          | 2007 YB69                | 17 dicembre 2007  | Spacewatch        |
| 341824 -          | 2008 AZ5                 | 17 marzo 2004     | Spacewatch        |
| 341825 -          | 2008 AE22                | 10 gennaio 2008   | Mt. Lemmon Survey |
| 341826 Aurelbaier | 2008 AC30                | 10 gennaio 2008   | Kocher, P.        |
| 341827 -          | 2008 AH87                | 12 gennaio 2008   | Mt. Lemmon Survey |
| 341828 -          | 2008 BK2                 | 18 gennaio 2008   | Ferrando, R.      |
| 341829 -          | 2008 BF39                | 30 gennaio 2008   | CSS               |
| 341830 -          | 2008 CY53                | 7 febbraio 2008   | CSS               |
| 341831 -          | 2008 CU64                | 8 febbraio 2008   | Mt. Lemmon Survey |
| 341832 -          | 2008 CP72                | 9 febbraio 2008   | Crni Vrh          |
| 341833 -          | 2008 CS89                | 8 febbraio 2008   | Spacewatch        |
| 341834 -          | 2008 CY106               | 9 febbraio 2008   | Mt. Lemmon Survey |
| 341835 -          | 2008 CB136               | 8 febbraio 2008   | Mt. Lemmon Survey |
| 341836 -          | 2008 CH144               | 9 febbraio 2008   | Mt. Lemmon Survey |
| 341837 -          | 2008 CT200               | 8 febbraio 2008   | Spacewatch        |
| 341838 -          | 2008 CW205               | 2 febbraio 2008   | Mt. Lemmon Survey |
| 341839 -          | 2008 DP5                 | 27 febbraio 2008  | Dillon, W. G.     |
| 341840 -          | 2008 DR49                | 29 febbraio 2008  | Mt. Lemmon Survey |
| 341841 -          | 2008 DN52                | 29 febbraio 2008  | Mt. Lemmon Survey |
| 341842 -          | 2008 DG79                | 27 febbraio 2008  | CSS               |
| 341843 -          | 2008 EV5                 | 4 marzo 2008      | Mt. Lemmon Survey |
| 341844 -          | 2008 EF29                | 4 marzo 2008      | Mt. Lemmon Survey |
| 341845 -          | 2008 EQ39                | 4 marzo 2008      | Spacewatch        |
| 341846 -          | 2008 EV55                | 7 marzo 2008      | Mt. Lemmon Survey |
| 341847 -          | 2008 EC121               | 9 marzo 2008      | Spacewatch        |
| 341848 -          | 2008 EV147               | 1º marzo 2008     | Spacewatch        |
| 341849 -          | 2008 FT20                | 27 marzo 2008     | Spacewatch        |
| 341850 -          | 2008 FM21                | 27 marzo 2008     | Spacewatch        |
| 341851 -          | 2008 FC30                | 24 febbraio 2008  | Spacewatch        |
| 341852 -          | 2008 FQ50                | 28 marzo 2008     | Spacewatch        |
| 341853 -          | 2008 FH57                | 28 marzo 2008     | Mt. Lemmon Survey |
| 341854 -          | 2008 FO63                | 27 marzo 2008     | Spacewatch        |
| 341855 -          | 2008 FF79                | 27 marzo 2008     | Mt. Lemmon Survey |
| 341856 -          | 2008 FN94                | 29 marzo 2008     | Spacewatch        |
| 341857 -          | 2008 FV100               | 30 marzo 2008     | Spacewatch        |
| 341858 -          | 2008 FQ112               | 31 marzo 2008     | Spacewatch        |
| 341859 -          | 2008 FW112               | 31 marzo 2008     | Spacewatch        |
| 341860 -          | 2008 FM117               | 31 marzo 2008     | Spacewatch        |
| 341861 -          | 2008 FA118               | 31 marzo 2008     | Spacewatch        |
| 341862 -          | 2008 FC124               | 29 marzo 2008     | Spacewatch        |
| 341863 -          | 2008 FB126               | 29 marzo 2008     | Spacewatch        |
| 341864 -          | 2008 FE130               | 29 marzo 2008     | Spacewatch        |
| 341865 -          | 2008 FA132               | 29 marzo 2008     | Spacewatch        |
| 341866 -          | 2008 FS132               | 2 febbraio 2008   | Mt. Lemmon Survey |
| 341867 -          | 2008 FL134               | 29 marzo 2008     | Spacewatch        |
| 341868 -          | 2008 GU1                 | 4 aprile 2008     | Young, J. W.      |
| 341869 -          | 2008 GW6                 | 1º aprile 2008    | Spacewatch        |
| 341870 -          | 2008 GS31                | 3 aprile 2008     | Spacewatch        |
| 341871 -          | 2008 GH38                | 3 aprile 2008     | Mt. Lemmon Survey |
| 341872 -          | 2008 GW44                | 4 aprile 2008     | Spacewatch        |
| 341873 -          | 2008 GT45                | 4 aprile 2008     | Spacewatch        |
| 341874 -          | 2008 GB53                | 5 aprile 2008     | Mt. Lemmon Survey |
| 341875 -          | 2008 GX56                | 5 aprile 2008     | Mt. Lemmon Survey |
| 341876 -          | 2008 GW77                | 7 aprile 2008     | Spacewatch        |
| 341877 -          | 2008 GA78                | 7 aprile 2008     | Spacewatch        |
| 341878 -          | 2008 GL86                | 9 aprile 2008     | Spacewatch        |
| 341879 -          | 2008 GT86                | 9 aprile 2008     | Mt. Lemmon Survey |
| 341880 -          | 2008 GT87                | 5 aprile 2008     | Mt. Lemmon Survey |
| 341881 -          | 2008 GM94                | 7 aprile 2008     | Spacewatch        |
| 341882 -          | 2008 GA101               | 9 aprile 2008     | Spacewatch        |
| 341883 -          | 2008 GS104               | 11 aprile 2008    | Spacewatch        |
| 341884 -          | 2008 GA120               | 30 luglio 2005    | NEAT              |
| 341885 -          | 2008 GB131               | 7 aprile 2008     | Spacewatch        |
| 341886 -          | 2008 GG132               | 10 aprile 2008    | Spacewatch        |
| 341887 -          | 2008 GM133               | 3 aprile 2008     | Spacewatch        |
| 341888 -          | 2008 GT143               | 14 aprile 2008    | Mt. Lemmon Survey |
| 341889 -          | 2008 HF                  | 16 aprile 2008    | Mt. Lemmon Survey |
| 341890 -          | 2008 HK12                | 1º aprile 2008    | Spacewatch        |
| 341891 -          | 2008 HK18                | 31 marzo 2008     | Mt. Lemmon Survey |
| 341892 -          | 2008 HM20                | 26 aprile 2008    | Mt. Lemmon Survey |
| 341893 -          | 2008 HF21                | 26 aprile 2008    | Spacewatch        |
| 341894 -          | 2008 HR21                | 26 aprile 2008    | Mt. Lemmon Survey |
| 341895 -          | 2008 HW21                | 26 aprile 2008    | Mt. Lemmon Survey |
| 341896 -          | 2008 HR36                | 30 aprile 2008    | Spacewatch        |
| 341897 -          | 2008 HJ43                | 27 aprile 2008    | Mt. Lemmon Survey |
| 341898 -          | 2008 HJ51                | 29 aprile 2008    | Spacewatch        |
| 341899 -          | 2008 HK53                | 29 aprile 2008    | Spacewatch        |
| 341900 -          | 2008 HE54                | 29 aprile 2008    | Spacewatch        |

## 341901-342000
| Nome              | Designazione provvisoria | Data di scoperta | Scopritore                |
| ----------------- | ------------------------ | ---------------- | ------------------------- |
| 341901 -          | 2008 HN55                | 29 aprile 2008   | Spacewatch                |
| 341902 -          | 2008 HX59                | 27 aprile 2008   | Mt. Lemmon Survey         |
| 341903 -          | 2008 HP61                | 30 aprile 2008   | Mt. Lemmon Survey         |
| 341904 -          | 2008 HJ70                | 24 aprile 2008   | Spacewatch                |
| 341905 -          | 2008 JQ6                 | 2 maggio 2008    | Spacewatch                |
| 341906 -          | 2008 JC8                 | 3 maggio 2008    | LINEAR                    |
| 341907 -          | 2008 JF10                | 3 maggio 2008    | Spacewatch                |
| 341908 -          | 2008 JV13                | 6 maggio 2008    | Mt. Lemmon Survey         |
| 341909 -          | 2008 JU16                | 3 maggio 2008    | Mt. Lemmon Survey         |
| 341910 -          | 2008 JU20                | 9 maggio 2008    | Tozzi, F.                 |
| 341911 -          | 2008 JB29                | 11 maggio 2008   | CSS                       |
| 341912 -          | 2008 JA32                | 5 maggio 2008    | Mt. Lemmon Survey         |
| 341913 -          | 2008 JZ32                | 8 maggio 2008    | Mt. Lemmon Survey         |
| 341914 -          | 2008 KH1                 | 26 maggio 2008   | Spacewatch                |
| 341915 -          | 2008 KA2                 | 26 maggio 2008   | Spacewatch                |
| 341916 -          | 2008 KD2                 | 26 maggio 2008   | Spacewatch                |
| 341917 -          | 2008 KV8                 | 27 maggio 2008   | Spacewatch                |
| 341918 -          | 2008 KX17                | 2 maggio 2008    | Spacewatch                |
| 341919 -          | 2008 KD18                | 28 maggio 2008   | Spacewatch                |
| 341920 -          | 2008 KZ19                | 28 maggio 2008   | Mt. Lemmon Survey         |
| 341921 -          | 2008 KB20                | 28 maggio 2008   | Mt. Lemmon Survey         |
| 341922 -          | 2008 KH35                | 27 maggio 2008   | Spacewatch                |
| 341923 -          | 2008 KZ37                | 30 maggio 2008   | Spacewatch                |
| 341924 -          | 2008 KL40                | 31 maggio 2008   | Tozzi, F.                 |
| 341925 -          | 2008 KD43                | 27 maggio 2008   | Spacewatch                |
| 341926 -          | 2008 LW                  | 1º aprile 2008   | Spacewatch                |
| 341927 -          | 2008 LF5                 | 3 giugno 2008    | Mt. Lemmon Survey         |
| 341928 -          | 2008 LZ5                 | 3 giugno 2008    | Spacewatch                |
| 341929 -          | 2008 MC4                 | 30 giugno 2008   | Spacewatch                |
| 341930 -          | 2008 NR2                 | 10 luglio 2008   | OAM                       |
| 341931 -          | 2008 NH3                 | 10 luglio 2008   | Crni Vrh                  |
| 341932 -          | 2008 OU                  | 2 giugno 2008    | Mt. Lemmon Survey         |
| 341933 -          | 2008 OZ2                 | 28 luglio 2008   | Hoenig, S. F., Teamo, N.  |
| 341934 -          | 2008 OK7                 | 29 luglio 2008   | Mt. Lemmon Survey         |
| 341935 -          | 2008 OR8                 | 28 luglio 2008   | Kugel, F.                 |
| 341936 -          | 2008 OD9                 | 28 luglio 2008   | Hoenig, S. F., Teamo, N.  |
| 341937 -          | 2008 OG9                 | 29 luglio 2008   | OAM                       |
| 341938 -          | 2008 OT10                | 30 luglio 2008   | Molnar, L. A.             |
| 341939 -          | 2008 OE14                | 31 luglio 2008   | LINEAR                    |
| 341940 -          | 2008 OB18                | 30 luglio 2008   | Spacewatch                |
| 341941 -          | 2008 OK24                | 30 luglio 2008   | CSS                       |
| 341942 -          | 2008 OV24                | 28 luglio 2008   | Siding Spring Survey      |
| 341943 -          | 2008 OG25                | 26 luglio 2008   | Siding Spring Survey      |
| 341944 -          | 2008 PC                  | 1º agosto 2008   | Hoenig, S. F., Teamo, N.  |
| 341945 -          | 2008 PE                  | 1º agosto 2008   | Hoenig, S. F., Teamo, N.  |
| 341946 -          | 2008 PW                  | 1º agosto 2008   | LINEAR                    |
| 341947 -          | 2008 PC1                 | 1º agosto 2008   | OAM                       |
| 341948 -          | 2008 PH2                 | 2 agosto 2008    | OAM                       |
| 341949 -          | 2008 PD3                 | 3 agosto 2008    | Kugel, F.                 |
| 341950 -          | 2008 PT4                 | 4 agosto 2008    | Siding Spring Survey      |
| 341951 -          | 2008 PK5                 | 5 agosto 2008    | OAM                       |
| 341952 -          | 2008 PY11                | 10 agosto 2008   | Ferrando, R.              |
| 341953 -          | 2008 PU15                | 11 agosto 2008   | Ferrando, R.              |
| 341954 -          | 2008 PS19                | 7 agosto 2008    | Spacewatch                |
| 341955 -          | 2008 PH20                | 5 agosto 2008    | Siding Spring Survey      |
| 341956 -          | 2008 PQ20                | 3 agosto 2008    | Siding Spring Survey      |
| 341957 -          | 2008 PV20                | 6 agosto 2008    | Siding Spring Survey      |
| 341958 Chrétien   | 2008 PW21                | 3 agosto 2008    | Sogorb, P.                |
| 341959 -          | 2008 QM                  | 21 agosto 2008   | Sarneczky, K.             |
| 341960 -          | 2008 QJ1                 | 23 agosto 2008   | OAM                       |
| 341961 -          | 2008 QL1                 | 23 agosto 2008   | OAM                       |
| 341962 -          | 2008 QU1                 | 24 agosto 2008   | OAM                       |
| 341963 -          | 2008 QX1                 | 24 agosto 2008   | OAM                       |
| 341964 -          | 2008 QU6                 | 21 agosto 2008   | Spacewatch                |
| 341965 -          | 2008 QV6                 | 21 agosto 2008   | Spacewatch                |
| 341966 -          | 2008 QS10                | 26 agosto 2008   | OAM                       |
| 341967 -          | 2008 QW13                | 30 gennaio 2006  | Spacewatch                |
| 341968 -          | 2008 QH14                | 21 agosto 2008   | Spacewatch                |
| 341969 -          | 2008 QT15                | 28 agosto 2008   | Kugel, F.                 |
| 341970 -          | 2008 QA16                | 21 agosto 2008   | Spacewatch                |
| 341971 -          | 2008 QN17                | 27 agosto 2008   | OAM                       |
| 341972 -          | 2008 QO20                | 25 agosto 2008   | LINEAR                    |
| 341973 -          | 2008 QO26                | 29 agosto 2008   | OAM                       |
| 341974 -          | 2008 QZ30                | 30 agosto 2008   | LINEAR                    |
| 341975 -          | 2008 QV36                | 21 agosto 2008   | Spacewatch                |
| 341976 -          | 2008 QD37                | 21 agosto 2008   | Spacewatch                |
| 341977 -          | 2008 QC38                | 23 agosto 2008   | Spacewatch                |
| 341978 -          | 2008 QU38                | 24 agosto 2008   | Spacewatch                |
| 341979 -          | 2008 QF39                | 24 agosto 2008   | Spacewatch                |
| 341980 -          | 2008 QZ39                | 26 agosto 2008   | OAM                       |
| 341981 -          | 2008 QF40                | 27 agosto 2008   | OAM                       |
| 341982 -          | 2008 QR40                | 24 agosto 2008   | Spacewatch                |
| 341983 -          | 2008 QV40                | 24 agosto 2008   | Spacewatch                |
| 341984 -          | 2008 QP44                | 23 agosto 2008   | Spacewatch                |
| 341985 -          | 2008 QT45                | 24 agosto 2008   | LINEAR                    |
| 341986 -          | 2008 QS46                | 26 agosto 2008   | LINEAR                    |
| 341987 -          | 2008 QG47                | 23 agosto 2008   | LINEAR                    |
| 341988 -          | 2008 QH47                | 24 agosto 2008   | Spacewatch                |
| 341989 -          | 2008 RL2                 | 2 settembre 2008 | Spacewatch                |
| 341990 -          | 2008 RT2                 | 2 settembre 2008 | Spacewatch                |
| 341991 -          | 2008 RB4                 | 2 settembre 2008 | Spacewatch                |
| 341992 -          | 2008 RE9                 | 3 settembre 2008 | Spacewatch                |
| 341993 -          | 2008 RP10                | 3 settembre 2008 | Spacewatch                |
| 341994 -          | 2008 RP16                | 4 settembre 2008 | Spacewatch                |
| 341995 -          | 2008 RA21                | 4 settembre 2008 | Spacewatch                |
| 341996 -          | 2008 RH21                | 4 settembre 2008 | Spacewatch                |
| 341997 -          | 2008 RO22                | 3 settembre 2008 | OAM                       |
| 341998 -          | 2008 RC24                | 5 settembre 2008 | LINEAR                    |
| 341999 -          | 2008 RT25                | 5 settembre 2008 | Dellinger, J., Sexton, C. |
| 342000 Neumünster | 2008 RV26                | 2 settembre 2008 | Ries, W.                  |